# Rádio Santana FM
A Rádio Santana FM é uma estação de rádio portuguesa, sediada no concelho de Santana, na ilha da Madeira, licenciada a 6 de março de 1989. Opera nas frequências 92.5, desde 1989, e 105.5 FM, desde 2002.
Foi uma das 61 rádios locais licenciadas a 6 de março de 1989, por despacho conjunto da Presidência do Conselho de Ministros e do Ministério das Obras Públicas, Transportes e Comunicações, então como Rádio Santana, na frequência 92,5 MHz, sendo propriedade da Empresa de Radiodifusão e Publicidade Lda.
Foi fundada por Manuel Pedro da Silva Freitas, que formou sociedade com Filomena Pereira Pestana Figueira de Freitas e João da Silva de Azevedo Freitas, titular do alvará desde 1 de setembro de 2001. Em 2002, a rádio foi comprada pelo Grupo AFA (AFAVIAS - Engenharia e Construções, SA), operando desde 4 de maio de 2002 com uma microcobertura para o Arco de São Jorge, São Jorge e Ilha (105.5 MHz).
Desde 2003, é uma das cinco rádios locais madeirenses que transmite aos sábados o programa semanal Educando, da Secretaria Regional de Educação, com duração 30 minutos, constando de conteúdo informativo, musical e de animação.
A rádio pertence e faz parte da direção da Associação das Rádios de Inspiração Cristã (ARIC), sendo dirigida pelo radialista Miguel Guarda.
Em agosto de 2019, participou nas celebrações do Dia do Emigrante na freguesia da ilha, com a transmissão em direto sendo um dos pontos altos do programa.
Em dezembro de 2020, foi uma das rádios que transmitiu ao vivo as missas do parto, a partir da igreja de Santana.
No início de dezembro de 2022, participou na a XXVIII Semana Cultural da Ilha, com o mote 'Cultura inclusiva, protocolar e ambiental', com uma transmissão em direto a partir da freguesia.

## Ligações Externas
- Página Oficial
- Facebook